# Erlesgraben (Jagst)
Der Erlesgraben ist ein weniger als einen halben Kilometer langer Hanggraben im Gebiet der Kleinstadt Langenburg im Landkreis Schwäbisch Hall im nordöstlichen Baden-Württemberg, der beim Langenburger Weiler Oberregenbach von links und Südwesten in die mittlere Jagst mündet.

## Geographie

### Verlauf
Der Erlesgraben ist der Abfluss einer kleinen Hangquelle, die weniger als 200 Meter von der Ortsgrenze Oberregenbachs entfernt und unterhalb des steilen Jagsttal-Oberhangs Höllenhalde (!) auf etwa 295 m ü. NHN am vom Ort nach Nordwesten führenden Wirtschaftsweg Hellenpfad (!) entspringt. Durch die Wiesenflur des Gewanns Erlen am schon recht flachen Unterhang fließt der kleine Bach in einem unscheinbaren grasigen Graben ohne jedes Ufergehölz schnurgerade nordostwärts. Zwischen Bäumen am Flussufer mündet er nach etwa 0,3 km auf ungefähr 284 m ü. NHN rund hundert Meter unterhalb des Siedlungsrandes von Oberregenbach von links in die mittlere Jagst.
Der kleine Bach ohne offene Zuflüsse hat ein absolutes Gefälle von nur etwa 11 Höhenmeter und ein mittleres Sohlgefälle von rund 37 ‰.

### Einzugsgebiet
Der Erlesgraben hat ein etwa 0,4 km² großes Einzugsgebiet, das sich über die von Wiesenfetzen und teilweise auf Steinriegeln stockenden Waldfetzen bedeckte Höllenhalde und den Gemeindewald an der oberen Hangkante aufwärts bis zu den Feldern des Gewanns Sandbusch auf der Hochebene östlich des Dorfes Laßbach von Künzelsau erstreckt. Die Anteile im Flusstal gehören naturräumlich zum Unterraum Mittleres Jagsttal des Jagsttales, der Hochebenenanteil zum Unterraum Östliche Kocher-Jagst-Riedel der Östlichen Kocher-Jagst-Ebene, alle Teile der Kocher-Jagst-Ebenen. Der mit etwa 448 m ü. NHN höchste Punkt liegt auf einer wenig prominenten Kuppe zwischen Laßbach und dem ebenfalls Künzelsauer Falkenhof. Dort gehört ein kleiner Teil des Einzugsgebietes zur Stadt Künzelsau, der überwiegende übrige mitsamt dem gesamten Lauf liegt im Stadtgebiet von Langenburg. Besiedlung gibt es nirgends, doch im Südosten liegt etwas außerhalb der Wasserscheide der Weiler Oberregenbach von Langenburg.
Im Westen grenzt das bei Laßbach liegende Quellgebiet des westwärts zum Kocher fließenden Erlenbachs an. Im Norden gibt es einige Unterhangquellen links über der Jagst, die aber heute alle keinen offenen Abfluss mehr haben. Im Südosten fließt ein in Oberregenbach entstehender, sehr kurzer Wasserlauf zur Jagst nunmehr oberhalb der Erlesgraben-Mündung; einige Quellen an der Hangkante des Jagsttales weit oberhalb über diesem scheinen keine dauerhaften Gerinne zu speisen.
Der Bach verläuft zur Gänze in holozänem Schwemmland linksseits der Jagst. Über ihm streichen am Jagsttalhang nacheinander der Untere, der Mittlere und der Obere Muschelkalk aus, der auf dem zum Einzugsgebiet gehörenden Teil der Hochebene mit Lettenkeuper (Erfurt-Formation) bedeckt ist. Der Muschelkalkhang ist auf weiter Fläche mit Hangschutt überlagert.
Der Jagsttalanteil des Einzugsgebietes liegt im Landschaftsschutzgebiet Mittleres Jagsttal mit Nebentälern und angrenzenden Gebieten.

### LUBW
Amtliche Online-Gewässerkarte mit passendem Ausschnitt und den hier benutzten Layern: Lauf und Einzugsgebiet des Erlesbachs

Allgemeiner Einstieg ohne Voreinstellungen und Layer: Daten- und Kartendienst der Landesanstalt für Umwelt Baden-Württemberg (LUBW) (Hinweise)
1. 1 2 3  Höhe nach dem Höhenlinienbild auf dem Hintergrundlayer Topographische Karte.
2. ↑  Länge abgemessen auf dem Hintergrundlayer Topographische Karte.
3. ↑  Einzugsgebiet abgemessen auf dem Hintergrundlayer Topographische Karte.
4. ↑  Natur teilweise nach dem Layer Geschützte Biotope.
5. ↑  Schutzgebiet nach dem einschlägigen Layer.

### Andere Belege
1. ↑  Wolf-Dieter Sick: Geographische Landesaufnahme: Die naturräumlichen Einheiten auf Blatt 162 Rothenburg o. d. Tauber. Bundesanstalt für Landeskunde, Bad Godesberg 1962. → Online-Karte (PDF; 4,7 MB)
2. ↑  Geologie nach den Layern zu Geologische Karte 1:50.000 auf: Mapserver des Landesamtes für Geologie, Rohstoffe und Bergbau (LGRB) (Hinweise)